# Ves Anderson
Vesli Vejls Anderson (engl. Wesley "Wes" Anderson; rođen 1. maja, 1969) američki je režiser, scenarista, i filmski producent dugometražnih igranih filmova, kratkih igranih filmova i TV reklama. Bio je nominovan za nagradu Oskar za 2001. za najbolji originalni scenario za film Rojal Tenenbaums.

## Biografija
Drugi od tri brata rođen je u Hjustonu, Teksas. Njegov otac, Melver Leonard Anderson, je radio u oblasti advertajzinga i trenutno vodi PR agenciju u Hjustonu; njegova majka, Teksas En Barouz, bivši je arheolog, trenutno je agent za prodaju nekretnina.
Anderson je pohađao Westchester High School i St. John's School (Texas), privatnu školu u Hjustonu, koja će se kasnije pojaviti kao lokacija gde se odvija radnja njegovog drugog filma, Rushmore. Kao i njegov junak iz ovog filma, Maks Fišer, Anderson je pisao i režirao pozorišne komade koji su izvođeni na sceni ove škole. Anderson je studirao filozofiju na University of Texas, gde je upoznao Ovena Vilsona. Posle snimljenog kratkog filma Bottle Rocket, Andersona i Vilsona je zapazio producent Džejms L. Bruks. Uz njegovu pomoć film se pojavio na Sandens filmskom festivalu što im je pomoglo da skupe novac za dugometražnu verziju istog naziva ''Bottle Rocket.
Anderson provodi vreme između Njujorka i Pariza. Njegov krug prijatelja čine razni filmski stvaraoci, među njima su scenarista Noa Baumbah, glumica i scenaristkinja Sofija Kopola, Oven Vilson. Njegov mlađi brat, Erik, mu je saradnik u oblasti dizajna i scenografije. Stariji brat Mel je lekar.

## Filmski rad
Ves Anderson se smatra autorskim rediteljem.

### Uticaji na stvaralaštvo
Anderson kaže da su francuski režiseri Fransoa Trifo i Luj Mal uticali na njegovu sklonost ka saosećajnoj tragikomediji, nekonvencionalnom mizanscenu, i ličnom pristupu stvaranju filma. Često navodi film Diplomac kao inspraciju kojoj se iznova vraća. Takođe je izjavio da je veliki obožavalac Hola Ešbija. Primetan je uticaj američke literature na njegov rad, prvenstveno dela F. S. Ficdžeralda i Selindžera. Ficdžeraldova čuvena rečenica, "There are no second acts in American lives" primenjiva je na mnoge Andersonove karaktere, koji brzo gube slavu i reputaciju i koji se bore da je vrate (mnogi od njih uspeju to samo delimično). Selindžerov uticaj se vidi u Bottle Rocket (film) Odnos Entonija i njegove sestre je izuzetno sličan odnosu Holdena i Fibi Kaulfild u Lovac u raži, kao i što obe devojke imaju prijatelja koji se zove Bernis. Takođe, Entonijev džemper je crven kao i Holdenov šešir. Entoni je proveo vreme u mentalnoj bolnici kao i Holden, a u filmu Rushmore Maks, glavni junak, biva izbačen iz škole baš kao i on.
Porodična struktura u filmu Rojal Tenenbaums istoimene porodice je pod uticajem Selindžerove Glass family, Svako od dece iz porodice Glas je bio perspektivan i uspešan baš kao i Tenenbaumovi. Takođe, u ovom film je scena gde Etelin posećuje Margot, svoju ćerku, koja se kupa u kadi punoj pene što je omaž gotovo istovetnoj sceni iz Selindžerove Freni i Zoi . U Selindžerovoj kratkoj priči Down at the Dinghy saznajemo da je devojačko prezime najstarije sestre Glas, Tenenbaum. Tenenbaum je i prezime bliskog Andersonovog prijatelja Brajana koji ima i ulogu u ovom filmu.
U ranoj mladosti, Anderson je dosta čitao stripove i na njegovo filmsko stvarlštvo veliki uticaj je izvršio strip Čarlsa Šulca Peanuts (Rojal Tenenbaums/Rushmore). Manje poznati francuski fotograf Žak Anri Lartig je izvršio, takođe veliki uticaj na Andersona (ime Zisu je ime Lartigovog brata), i taj uticaj se naročito ogleda u vizuelnoj kompoziciji kadra
Anderson je izjavio da je film koji je snimao u Indiji 2007. Voz Za Dardžiling omaž legendarnom indijskom režiseru Satjadžitu Raju, čiji "filmovi inspirisali sve moje dosadašnje filmove na razne načine." Film je posvećen sećanju na Raja.

### Zaštitni znaci
Ves Anderson je prepoznatljiv po filmovima koji su snimani u duhu američkog nezavisnog filma koji su izrazito stilizovani i koji kombinuju dirljivost sa grubim humorom. U pogledu filmskog jezika, Anderson je prepoznatljiv po čestoj upotrebi vrlo krupnog plana, brzim panoramama, i slou-moušnom. Često koristi kantri muziku i rokenrol sedamdesetih. Njegovi najčešće marginalni likovi, gubitnici, prikazani su tako da izazivaju saosećanje. Oni su najčešće eskapisti, večiti begunci od društvenih normi, u traganju za srodnom dušom i prijateljem. U svakom njegovom filmu, bar jedan od glavnih likova puši cigarete, koristi marihuanu, izrazito pije, tabletoman je i sl. Često u svojim filmovima ima ženski lik koji je izraziti pušač. Lik koji se iznova vraća u Andersonovim filmovima je društveno priznati sredovečni muškarac koji je, zapravo, prevarant. Svi njegovi filmovi završavaju slou-moušnom, osim Voza za Dardžiling. Takođe, osim nezavisno finansiranog Bottle Rocket,njegovi filmovi poseduju prepoznatljiv vizuelni stil koji se prvenstveno odlikuje živim pastelnim bojama. Prepoznatljiv je i po upotrebi kamere iz ptičije perspektive, paralelno i vertikalno slaganje vizuelnih elemnata kao i česta simetrija unutar kadra. Svi njegovi filmovi u špici koriste font Futura Bold kao i u slučaju pojavljivanja bilo kakvih natpisa u filmu. U svakom njegovom filmu jedan ili više likova će biti snimljen pod vodom.

### Saradnici
Anderson se često vraća jednom krugu glumaca i drugih kreativnih saradnika uopšte. Na primer, braća Vilson (Oven, Luk, Endru), Bil Mari, Simor Kasel, Andželika Hjuston, Džejson Švarcman, Kumar Palana i njegov sin Dipak Palana, Stiven Dignan i Brajan Tenenbaum (Andersonov bliski prijatelj), i Erik Anderson (Andersonov brat).
Ostali česti saradnici su Noa Baumbah, sa kojim je zajednički napisao scenario za Vodeni Svet Stiva Zisua (film), a kome je Anderson bio producent za film koji je Baumbah napisao i režirao, The Squid and the Whale (nije preveden na srpski). Takođe su mu stalni saradnici snimatelj Robert Jeoman (A.S.C.), a i kompozitor Mark Madersbau.

### Pohvale i kritike
Kritike Andersonovih početaka su, uz par izuzetaka, bile pozitivne. Njegov drugi film Rushmore bio je miljenik kritike, i mnogi su tvrdili da izrasta i vodeće ime američke kinematogtafije. Mnogi kritičari su primetili da poseduje saosećajan ali i inteligentan humanizam zbog kojeg su ga uporedili sa Žan Renoarom i Fransoa Trifoom. Čuveni Martin Skorseze je veliki fan Andersona koji naročito hvali Bottle Rocket i Rushmore u svom intervjuu za Esquire magazine. Rojal Tenenbaums je takođe bio miljenik kritike ali mu je doneo i nominaciju za nagradu Oskar za najbolji originalni scenario. Film je doživeo veliki komercijalni uspeh.
Volter Beker and Donald Fagen su objavili javno pismo povodom onoga što su oni smatrali Andersonovim trenutno lošim stanjem. Sebe su deklarisali kao ljubitelje autorskog filma a Andersona naročito i javno mu obećali svoje besplatne usluge za njegov sledeći film  Voz Za Dardžiling, uključujući i stihove za naslovnu numeru.
Andersona je kitikovao novinar Jonah Vainer za namerno prikazivanje ne-belaca kao plitke ljude.. Reihan Salam iz Atlantik Montlija objavio je odbranu ove kritike..

### Advertajzing
Tokom 2007, Anderson je režirao seriju reklama za AT&T: “College Kid,” “Reporter,” “Mom,” “Architect,” “Actor” and “Businessman.” Iz kampanje je osim video materijala proizašao i štampani. Ovi TV spotovi su bili deo nacionalne kampanje AT&T "Your Seamless World". Sve imaju Andersonov prepoznatljiv stil. Sve se mogu videti na sajtu .
Reklama “Reporter” je izazvala najviše kontroverzi kao i proteste Libanske zajednice zbog načina prikazivanja tamošnje političke situacije. 
Anderson je režirao i glumio u reklami za [[]] , čija se radnja dešava na snimanju akcionog filma u kome glavnog junaka igra Džejson Švarcman. Takođe je moguće videti ovaj spot na sajtu .

## Filmografija

### Dugometražni filmovi
- (1996)
- (1998)
- Rojal Tenenbaums (2001)
- Vodeni Svet Stiva Zisua (2004)
- Voz Za Dardžiling (2007)
- (2009)
- (2012)
- Hotel Grand Budapest (2014)
- Francuska depeša (2021)
- Asteroid Siti (2023)
- The Wonderful Story of Henry Sugar and Three More (2024)

### Kratki filmovi
- Bottle Rocket (1994)
- Hotel Chevalier (2007)

## Spoljašnje veze
- Into The Deep, in-depth Anderson profile at The Guardian
- "Wes Anderson", brief profile by Martin Scorsese
- Wes Anderson interviews Bill Murray at Interview
- Announcement of Wes Anderson's new film The Darjeeling Limited Архивирано на веб-сајту  (12. март 2007)
- Wes Anderson на веб-сајту  (језик: енглески)
- IONCINEMA.com interview with Wes Anderson for The Darjeeling Limited
- The Rushmore Academy - The Films of Wes Anderson (fan site)
- Wes Anderson Interview on The Hour with George Stroumboulopoulos
- 5 Signs You're Watching a Wes Anderson Movie[мртва веза]
- 16 Films Without Which Wes Anderson Couldn't Have Happened Архивирано на веб-сајту  (21. септембар 2008)